# Copiapoa gigantea

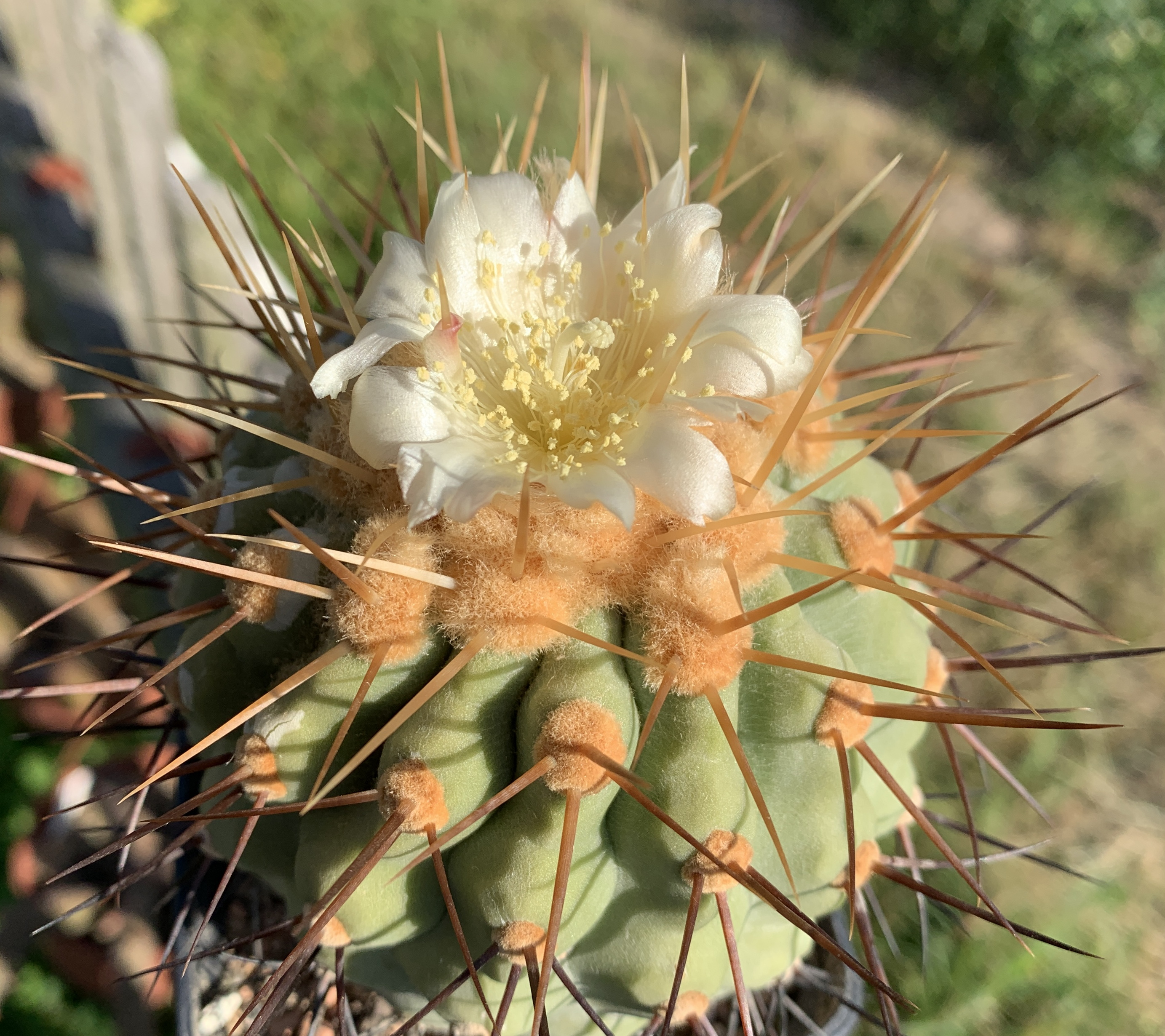
Jungpflanze in Blüte

Copiapoa gigantea ist eine Pflanzenart aus der Gattung Copiapoa in der Familie der Kakteengewächse (Cactaceae). Das Artepitheton gigantea stammt aus dem Lateinischen, bedeutet ‚riesig‘ oder ‚enorm‘ und bezieht sich auf die Größe der Pflanzen.

## Beschreibung
Copiapoa gigantea bildet größere Gruppen mit bis zu 1,5 Meter Höhe und einem Durchmesser bis zu zwei Meter aus. Die kugeligen bis zylindrischen Triebe verzweigen sich von der Basis her, wie auch seitlich. Sie sind graugrün bis grau und erreichen einen Durchmesser zwischen 12 und 25 Zentimeter. Die 20 bis 37 Rippen sind gekerbt. Sie flachen mit der Zeit etwas ab. Die großen Areolen sind orangefarben. Es ist ein Mitteldorn vorhanden, der zuweilen auch fehlen kann. Die bis zu neun Randdornen sind gelblich mit dunkler Spitze und bis zu drei Zentimeter lang.
Die zitronengelben Blüten sind weit geöffnet und 2,5 bis 4 Zentimeter lang, mit einem Durchmesser bis zu fünf Zentimeter. Sie sind geruchlos.

## Verbreitung und Systematik
Copiapoa gigantea ist in Chile in der Region Antofagasta bei Paposo küstennah verbreitet.
Die Erstbeschreibung erfolgte 1936 durch Curt Backeberg. Nomenklatorische Synonyme sind Copiapoa cinerea var. gigantea (Backeb.) N.P.Taylor (1987) und Copiapoa cinerea subsp. gigantea (Backeb.) Slaba (1997).

## Nachweise